# Gustaf Åkerblom
Gustaf Carl-Eric Åkerblom, född 8 augusti 1982 i Slottsstadens församling, Malmöhus län, är en svensk skådespelare och regissör.

## Biografi
Åkerblom spelade Ivar Olsson i SVT:s julkalender Mysteriet på Greveholm 1996 samt i uppföljaren Mysteriet på Greveholm – Grevens återkomst 2012. Numera arbetar han som regiassistent åt Hannes Holm och Måns Herngren samt hade en mindre roll i deras film Varannan vecka. Som regissör har Åkerblom bland annat gjort musikvideor till Veronica Maggios Dumpa mig och Måndagsbarn.
År 1995 var Åkerblom även med i TV3:s program Blåsningen i det avsnitt när Jan Malmsjö blir lurad.
År 2014 drev Gustaf Åkerblom produktionsbolaget Lillasyster.

## Filmografi i urval

### Regissör
- 2014 – Sune i fjällen
- 2018 – Halvdan Viking
- 2023 – Sjölyckan (TV-serie)

### Skådespelare
- 1996 – Mysteriet på Greveholm (TV-serie) (Julkalender)
- 2006 – Varannan vecka
- 2012 – Mysteriet på Greveholm – Grevens återkomst (TV-serie) (Julkalender)